# مجله عصر حدید

### عصر حدید

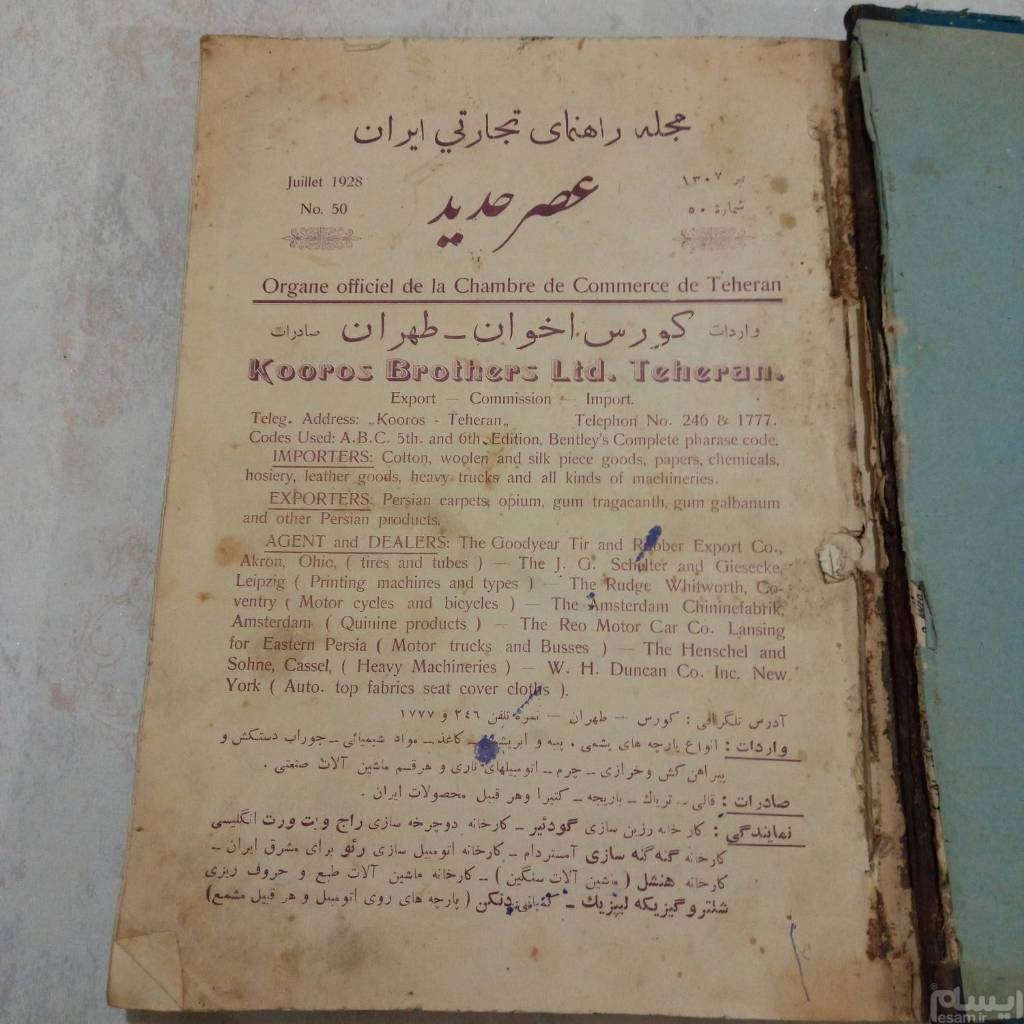
مجله عصر حدید (نخستین مجله اتاق بازرگانی تهران)

نخستین مجله اتاق بازرگانی تهران در آبان ۱۳۰۶ یعنی فقط چند ماه بعد از تأسیس «اتاق تجارت طهران» به سردبیری فرخ‌الدین پارسا فعالیت خود را آغاز کرد. این مجله که «عصر حدید» یا «راهنمای تجارتی ایران» نام داشت تا آبان ۱۳۰۸ به‌عنوان ارگان رسمی اتاق تجارت تهران به چاپ اخبار اتاق و جدیدترین تحولات در دنیای اقتصاد می‌پرداخت. این نشریه در ۶۳ شماره به چاپ رسید. مشروح مذاکرات اعضای اتاق تجارت، نامه‌های رسیده به اتاق از طرف تجار، مراکز و نهادهای گوناگون، لوایح پیشنهادی اتاق به دولت از جمله مهم‌ترین مطالب درج شده در این مجله بود. 
در نشریه مذکور، مشروح مذاکرات اعضای اتاق، تصمیم‌گیری‌ها، مصوبات و بسیاری دیگر از مطالب مربوط به اتاق تجارت در دوره سه‌ساله ۱۳۰۶ تا ۱۳۰۸ به چاپ ‌رسیده است. پارسا در آبان سال ۱۳۰۸ از سمت خود در مجله کناره‌گیری کرد و مجله اتاق تجارت متولد شد. در اولین شماره مجله عصر حدید که به‌صورت مستقل به چاپ رسید، درباره علت کناره‌گیری خود چنین نوشت: «موقع تصمیم به انتشار عصر حدید، بعضی از آقایان منورالفکر اتاق تجارت تهران پیشنهاد کردند که این مجله خود را ارگان رسمی اتاق تجارت قرار دهد و در مقابل آن‌ها هم کمک‌هایی از حیث تکثیر انتشار به این مجله بکنند. این وعده البته برای تجدید حیات یک مجله مغتنم و قابل‌قبول بود و این اداره هم به قبول آن تن در داد، ولی متأسفانه باید اذعان شود که نه‌تنها از طرف اتاق تجارت تهران ایفای به عهد نشد، بلکه آزادی کارکنان این اداره هم سلب شد، زیرا در هر موضوعی کارکنان این اداره بایستی تابع و مدافع نظریات بی‌فلسفه اتاق تجارت تهران واقع شوند.» بنابراین در اول مرداد ۱۳۰۸ استعفای خود را تقدیم کرد.
عصر حدید پس از مستقل شدن از اتاق تجارت، خود را طرفدار فلاحت و صنعت و روی جلد جدید، خود را «ارگان رسمی مجمع توسعه صنعتی و فلاحتی ایران» معرفی کرده است. مندرجات این مجله شامل مقالات اقتصادی، صنعتی، فلاحتی و اجتماعی است و مقالاتی راجع به تلویزیون، پرورش گوساله و تربیت کرم ابریشم در آن به چاپ رسیده است. 